# Apechthis erythromera
Apechthis erythromera là một loài tò vò trong họ Ichneumonidae.